# Glycyphana macquarti
Glycyphana macquarti är en skalbaggsart som beskrevs av Hippolyte Louis Gory och Achille Rémy Percheron 1833. Glycyphana macquarti ingår i släktet Glycyphana och familjen Cetoniidae.

## Underarter
Arten delas in i följande underarter:
- G. m. sumatrensis
- G. m. malesiana
- G. m. sipirokana
- G. m. haemorrhoidalis